# Minnie Driver
Amelia Fiona Jessica Driver (Londres, Inglaterra, 31 de enero de 1970), conocida artísticamente como Minnie Driver, es una actriz y cantante británica-estadounidense.
Estudió interpretación en la Webber Douglas Academy of Dramatic Art de Londres y durante un tiempo también fue cantante en diferentes clubes de jazz de la capital inglesa.
Tras una fase como actriz teatral, a mediados de los años 1990, debutó en el cine en la película Círculo de amigos (1995). Sin embargo, no fue sino hasta Good Will Hunting (1997) cuando alcanzó el estrellato. Este papel le valió una nominación al Óscar.

## Primeros años
Nació en St. Marylebone, Londres, y fue registrada como Amelia Fiona J. Driver,  hija de Gaynor Churchward (apellido de soltera Millington), diseñadora y costurera de modelos, y de Ronnie Driver, empresario y asesor financiero, originario de Swansea, Gales. Su madre era la amante de su padre, la esposa de su padre no sabía de su otra familia. Driver tiene ascendencia irlandesa, galesa, escocesa, francesa e italiana. Su hermana, Kate, es modelo y productora. Tras separarse sus padres cuando tenía seis años de edad, su padre se mudó a Barbados donde Driver pasó algunas vacaciones. Asistió a la Bedales School, una escuela independiente cerca de Hampshire, Inglaterra, y a la Webber Douglas Academy of Dramatic Art de Londres.

## Vida privada
El 5 de septiembre de 2008 dio a luz a su primer hijo, Henry Story Driver, de padre desconocido pero al parecer de nacionalidad inglesa. Ha sido pareja de John Cusack y de Matt Damon, con quienes ha trabajado en diferentes películas. En abril del 2001 se comprometió con Josh Brolin, pero en octubre de ese mismo año terminó su relación.[cita requerida]

## Filmografía
- Círculo de amigos (1995)
- GoldenEye (1995)
- Big Night (1996)
- Sleepers (1996)
- Grosse Pointe Blank (1997)
- La princesa Mononoke (1997; voz)
- Good Will Hunting (1997)
- Hard Rain (1998)
- The Governess (1998)
- At Sachem Farm (1998)
- Tarzán (1999; voz)
- Un marido ideal (1999)
- Return to Me (2000)
- Beautiful (2000)
- Slow Burn (2000)
- The Upgrade (2000)
- High Heels and Low Life (2001)
- Hope Springs (2003)
- El fantasma de la ópera (2004)
- Ella Enchanted (2004)
- The Virgin of Juárez (2006)
- Delirious (2006)
- Ripple Effect (2007)
- Take (2007)

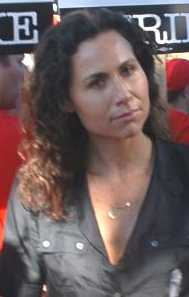
Driver durante la huelga de guionistas en 2007

- Los Simpson: la película (2007; escenas eliminadas; voz)
- Re\Visioned: Tomb Raider Animated Series (2007; voz)
- Motherhood (2009)
- I Give It a Year (2013)
- Stage Fright (2014)
- Beyond the Lights (2014)
- Unity (2015)
- A Conspiracy on Jekyll Island (2015)
- The Wilde Wedding (2017)
- Cinderella (2021)
- Our Flags Means Death. Tem.2 Ep.4 (2023)
- The Beekeeper (2024)[8]
- Millers in Marriage (2025)[9]

## Discografía
- Everything I've Got In My Pocket (2004)
- Seastories (2007)
- Ask Me To Dance (2014)

## Premios y distinciones
Premios Óscar
| Año  | Categoría               | Película          | Resultado |
| ---- | ----------------------- | ----------------- | --------- |
| 1998 | Mejor actriz de reparto | Good Will Hunting | Nominada  |

### Globos de Oro
| Categoría            | Película   | Resultado |
| -------------------- | ---------- | --------- |
| Mejor Actriz - Drama | The Riches | Nominada  |